# Jan Ignacy Bąkowski

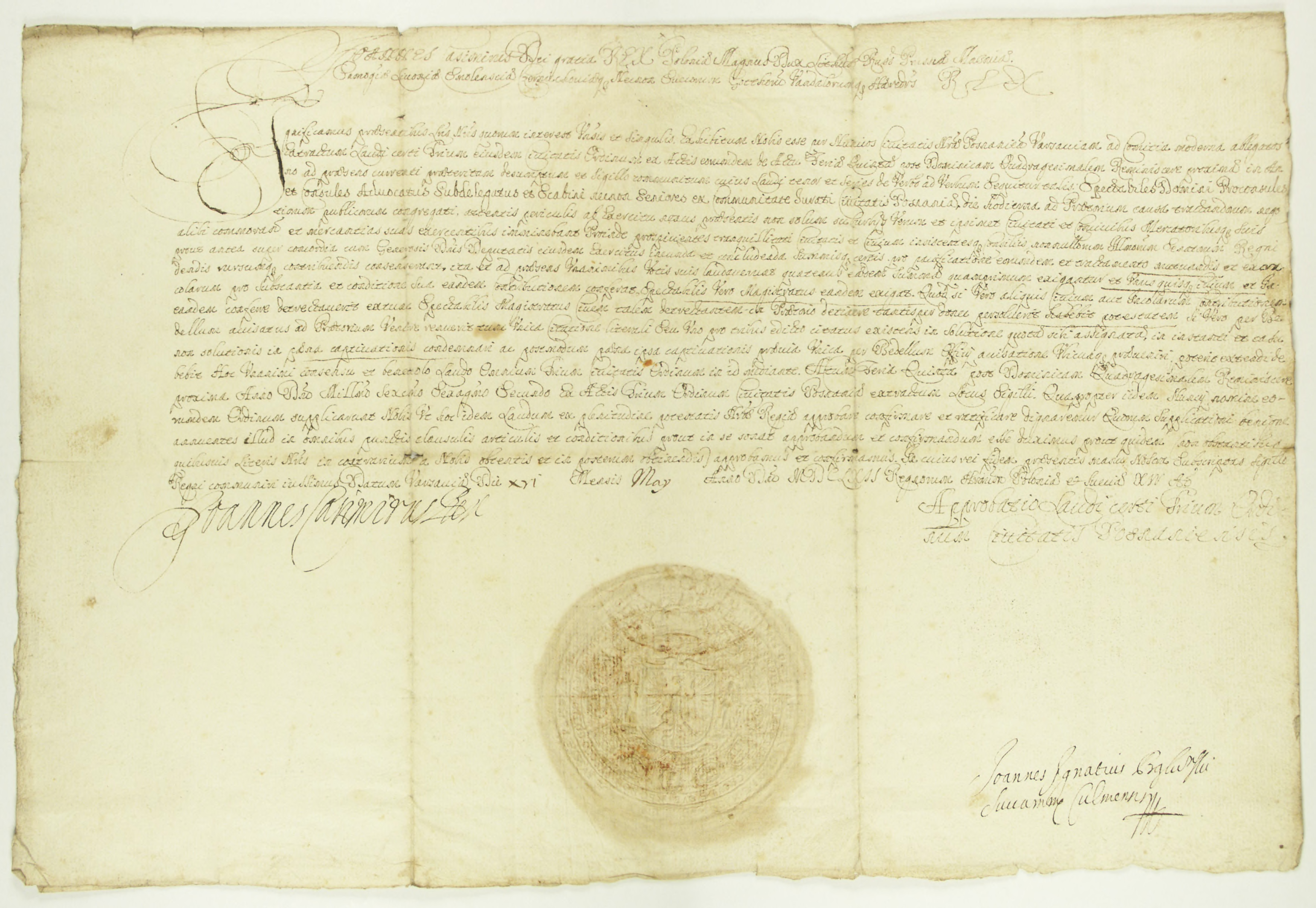
Podpis J. I. Bąkowskiego na dokumencie Jana Kazimierza (ze zbiorów Archiwum Państwowego w Poznaniu)

Jan Ignacy Bąkowski (ur. ok. 1615, zm. 25 grudnia 1679 w Gdańsku) – chorąży chełmiński (1652), podkomorzy chełmiński (1657), sekretarz królewski (1658), podskarbi ziem pruskich (1662), wojewoda pomorski (1665–1677), wojewoda malborski (1677–1679), starosta brodnicki (1663–1677), skarszewski, borzechowski, starosta kiszporski w latach 1657–1677.
Stronnik dworu królewskiego. Poseł na pierwszy sejm 1652 roku.
Poseł sejmiku generalnego pruskiego na sejm koronacyjny 1649, 1650, 1652 (I), 1652 (II), 1654 (I), 1654 (II), 1658, 1659, 1661 1662, 1664/1665, 1665 roku, poseł sejmiku kowalewskiego na sejm 1649/1650 roku.
Elektor Jana II Kazimierza w 1648 roku z województwa chełmińskiego. Na sejmie abdykacyjnym 16 września 1668 roku podpisał akt potwierdzający abdykację Jana II Kazimierza Wazy. Był elektorem Michała Korybuta Wiśniowieckiego z województwa pomorskiego w 1669 roku. Elektor Jana Sobieskiego w 1674 roku z województwa pomorskiego., podpisał jego pacta conventa. 
Jako senator wziął udział w sejmach: 1665, 1666 (I), 1668 (I), 1668 (II), 1669 (I), 1669 (II), 1670 (II), 1674 (II), 1676, 1677.
Posłował do Moskwy, brał udział w walkach ze Szwedami, m.in. w bitwie pod Chojnicami. Był członkiem delegacji biorącej udział w podpisaniu układu w Ryńsku.